# Seznam spopadov, bitk in operacij v Sloveniji med drugo svetovno vojno
| Leto | Datum                  | Kraj                       | Okupator                                     | Partizani                        | Vir                                                                            | Opomba                                         |
| ---- | ---------------------- | -------------------------- | -------------------------------------------- | -------------------------------- | ------------------------------------------------------------------------------ | ---------------------------------------------- |
| 1941 | 20. julij - 27. avgust | območje Celja?             | 8 mrtvih nemških žandarjev                   | 10 mrtvih?                       | Milan Kostevc: Kratek oris kozjanskega narodnoosvobodilnega boja, stran 14     | Celjska četa                                   |
| 1941 | 17. september          | Klopni vrh                 | 2 mrtva, 2 ranjena                           | 1 mrtev, 1 ranjen                | Partizansko pohorje Arhivirano 2004-11-17 na Wayback Machine.                  |                                                |
| 1941 | 18. september          | Rašica                     | 3 mrtvi                                      |                                  | vir Arhivirano 2005-11-23 na Wayback Machine.                                  |                                                |
| 1941 | 12. december           | Rovte na Gorenjskem        | 46 mrtvih                                    |                                  |                                                                                |                                                |
| 1942 | 9.- 11. januar         | Dražgoše                   | 27 mrtvih                                    | 9 partizanov, 41 vaščanov        | vir?                                                                           |                                                |
| 1942 | september              | Kal, Hrastnik              | 4 mrtvi, 2 ranjena                           |                                  | knjižica Pot spominov NOB občine Hrastnik                                      |                                                |
| 1942 | 3. december            | Skrivni hrib, Pohorje      | 3 mrtvi, 9 ranjenih                          | 3 mrtvi                          | Hervardi                                                                       |                                                |
| 1943 | 8. januar              | Osankarica                 | 19 mrtvih, 31 ranjenih                       | 69 mrtvih                        | Partizansko pohorje Arhivirano 2004-11-17 na Wayback Machine.                  |                                                |
| 1943 | 21. oktober            | Prekopa pri Šentjerneju    | ?                                            | 32 mrtvih (Gubčeva brigada)      | Občina šentjernej Arhivirano 2005-12-16 na Wayback Machine.                    |                                                |
| 1943 | 16. december           | Pavlova vas pri Pišecah    | 6 mrtvih                                     |                                  | Milan Kostevc: Kratek oris kozjanskega narodnoosvobodilnega boja, stran 24     | Modrasova četa                                 |
| 1943 | 21.,22. december       | Drenovec nad Pavlovo vasjo | 90? mrtvih                                   |                                  | Milan Kostevc: Kratek oris kozjanskega narodnoosvobodilnega boja, stran 27,28  | Kozjanska četa + Zagorski bataljon             |
| 1944 | 2. februar             | Divči na Krasu             | 85 mrtvih                                    | 7 mrtvih partizanov              | Kronika Rihenberka - Branika, 1994, stran 240                                  | [ mrtva povezava ]                             |
| 1944 | 21. - 26. februar      | Graška gora                | 50 mrtvih, 160 ranjenih                      | 367 mrtvih, ujetih in pogrešanih | Slovenske novice                                                               |                                                |
| 1944 | 4. april               | Cezanjevci, Ljutomer       | 6 mrtvih                                     | 4 mrtvi                          | Janko Ribič Arhivirano 2007-05-03 na Wayback Machine.                          |                                                |
| 1944 | 3. maj                 | Javornik                   | 22 mrtvih                                    |                                  | Milan Kostevc: Kratek oris kozjanskega narodnoosvobodilnega boja, stran 37, 38 | Kozjanski odred                                |
| 1944 | 14. julij              | Žusem                      | 15? mrtvih                                   |                                  | Milan Kostevc: Kratek oris kozjanskega narodnoosvobodilnega boja, stran 40     | Kozjanski odred                                |
| 1944 | 16. julij              | Zagorje pri Planini        | 1 mrtev                                      |                                  | Milan Kostevc: Kratek oris kozjanskega narodnoosvobodilnega boja               | Kozjanski odred                                |
| 1944 | 18.,19. julij          | vas Pokojnik               | 30 mrtvih                                    |                                  | Milan Kostevc: Kratek oris kozjanskega narodnoosvobodilnega boja, stran 41-42  | Kozjanski odred                                |
| 1944 | 25. avgust             | Lisca, Podgorje            | 11 mrtvih                                    |                                  | Milan Kostevc: Kratek oris kozjanskega narodnoosvobodilnega boja, stran 44     | Kozjanski odred                                |
| 1944 | 23. december           | Čeče, Hrastnik             | 19 mrtvih                                    | 1 mrtev                          | knjižica Pot spominov NOB občine Hrastnik                                      |                                                |
| 1945 | 19. - 21. januar       | Trnovo                     | najmanj 94 mrtvih in pogrešanih, 98 ranjenih | 31 mrtvih, 71 ranjenih           | Jože Šušmelj: Bitka za partizansko Trnovo                                      | Kosovelova brigada, Gradnikova brigada, Xa MAS |
| 1945 | 12. februar            | Frankolovo                 | 1 mrtev                                      |                                  | vir                                                                            |                                                |
| 1945 | 20. februar            | Zabukovje                  | 5 mrtvih                                     |                                  | Milan Kostevc: Kratek oris kozjanskega narodnoosvobodilnega boja               | 3. bataljon Kozjanskega odreda                 |
| 1945 | 3. marec               | Boč                        | 25 mrtvih                                    |                                  | Milan Kostevc: Kratek oris kozjanskega narodnoosvobodilnega boja               | 2. četa 1. bataljona Kozjanskega odreda        |